# 마산그룹
마산그룹(Masan Group Corporation, HOSE:MSN)은 시가총액 기준으로 베트남 3대 민간기업 중 하나이다. 마산그룹은 1996년에 설립되었으며 호찌민시에 본사를 두고 있다. 자회사로는 마산식품(Masan Food), 테크콤뱅크(Techcombank, 금융서비스), 마산자원(광업) 등이 있다. 마산 그룹은 2009년 11월 5일 호찌민 증권거래소에 상장했다.
마산그룹은 베트남 국내 기업 중 최초로 해외 자본원을 타파하는 성장 전략을 채택한 기업이다. 2011년 4월 그룹 계열사인 마산소비자공사(Masan Consumer Corp)는 KKR이 이 회사의 지분 10%에 해당하는 1억 5900만 달러를 지불하면서 베트남 최대 사모투자 수혜자가 되었다. 이번 투자는 베트남의 M&A 잠재력을 검증한 것으로 평가되었다.
마산그룹은 응우옌 단꽝(Nguyen Dang Quang) 회장이 설립한 회사로 2018년 1월까지 6개월 동안 주가가 두 배로 올라 순자산 12억 달러를 보유하고 있었다.
마산그룹은 2019년 12월 빈마트(VinMart) 브랜드로 운영되는 빈그룹 유통부문 빈커머스(VinCommerce)의 지배지분을 인수했다. 그리하여, 빈커머스가 운영하는 슈퍼마켓인 빈마트(VinMart)와 편의점 브랜드인 빈마트플러스(VinMart+), 그리고 빈에코(VinEco) 농장을 인수하여 빠르게 관련 분야의 구조 조정을 진행 중에 있다.

## 계열사

### 식품
- Nam Ngư
- Chinsu
- Tam Thái Tử
- Omachi
- Kokomi
- Tiến Vua
- Bfast
- Premix
- Ponie
- Heo Cao Bồi

### 음료
- Wakeup
- Vinacafe
- Compact
- Satori
- Vivant
- Vĩnh Hảo
- Sư Tử Trắng
- Hổ Vằn

### 리테일 분야
- Vinmart
- Meatdeli

### 농업분야
- Anco
- Biozeem
- Vineco
- Vissan

### 금융
- 테크콤뱅크